# Bluffton (Minnesota)
Bluffton é uma cidade localizada no estado americano de Minnesota, no Condado de Otter Tail.

## Demografia
Segundo o censo americano de 2000, a sua população era de 210 habitantes. 
Em 2006, foi estimada uma população de 212, um aumento de 2 (1.0%).

## Geografia
De acordo com o United States Census Bureau tem uma área de 
7,2 km², dos quais 7,2 km² cobertos por terra e 0,0 km² cobertos por água.

## Localidades na vizinhança
O diagrama seguinte representa as localidades num raio de 20 km ao redor de Bluffton. 